# Конвенція про права осіб з інвалідністю
Конве́нція про права́ осі́б з інвалі́дністю — міжнародний договір ООН про права людини, спрямований на захист прав та гідності людей з обмеженими можливостями. Сторони Конвенції зобов'язані сприяти, захищати та забезпечувати повне здійснення своїх прав людьми з обмеженими можливостями та забезпечити повну їх рівність перед законом. Конвенція слугує головним каталізатором у глобальних змінах ставлення до людей з обмеженими можливостями не як до об'єктів благодійності, медикаментозного лікування та соціального захисту, а як до повноправних та рівноправних членів суспільства з правами людини. Конвенція стала першим договором про права людини у XXI столітті.
Текст Конвенції було прийнято Генеральною Асамблеєю Організації Об'єднаних Націй 13 грудня 2006 року та відкрито для підписання 30 березня 2007 року. Після ратифікації 20-ю стороною вона набула чинності 3 травня 2008 року. Станом на листопад 2019 документ має 163 підписантів та 181 сторону, до складу яких уходять 180 держав та Європейський Союз (який ратифікував 23 грудня 2010 року, оскільки компетенція держав-членів була передана Європейському Союзу). У грудні 2012 року голосування в Сенаті Сполучених Штатів дало на шість голосів менше, ніж дві третини, необхідні для ратифікації. Стан дотримання Конвенції моніториться Комітетом з прав осіб з інвалідністю.

## Історія
Роки 1981—1992 були проголошені ООН «Десятиліттям інвалідів». У 1987 році всесвітня нарада експертів з прогресу рекомендувала Генеральній Асамблеї ООН розробити міжнародну конвенцію про усунення дискримінації осіб з інвалідністю. Проекти конвенції були запропоновані Італією та згодом Швецією, але єдиної думки досягнуто не було. Багато урядовців стверджували, що існуючі документи з прав людини є достатніми. Натомість, незобов'язувальні «Типові правила щодо вирівнювання можливостей для інвалідів» були прийняті Генеральною Асамблеєю в 1993 році. У 2000 році лідери п'яти міжнародних громадських організацій людей з обмеженими можливостями видали декларацію, закликаючи всі уряди підтримати Конвенцію. У 2001 році Генеральна Асамблея за пропозицією Мексики створила Спеціальний комітет для розгляду пропозицій про всебічну і цілісну конвенцію про заохочення та захист прав і гідності людей з обмеженими можливостями на основі цілісного підходу. Організації з прав осіб з обмеженими фізичними можливостями, включаючи Міжнародний альянс інвалідів — координатора спеціальної міжнародної організації з питань інвалідності, — активно брали участь у розробці проекту, зокрема шукаючи ролі для осіб з обмеженими можливостями та їх організацій у впровадженні та моніторингу майбутньої Конвенції.
Мексика розпочала переговори за активної підтримки GRULAC (Латиноамериканської регіональної групи). Коли підтримка Конвенції була розпочата у 2002 році через WEOG, ключову роль у міжрегіональному координуванні зіграла Нова Зеландія. Виступаючи фасилітатором у 2002—2003 рр., Нова Зеландія взяла на себе офіційну роль голови Спеціального комітету та в серпні 2006 року вела переговори про консенсус, тісно співпрацюючи з іншими членами Бюро: Йорданією, Коста-Рикою, Чехією та Південною Африкою, а також Кореєю та Мексикою. Конвенція стала одним із найбільш швидко підтриманих інструментів з прав людини в історії, при цьому її підтримали всі регіональні групи. 160 держав підписали Конвенцію після її відкриття в 2007 році, і 126 держав ратифікували Конвенцію протягом перших п'яти років. Визнаючи роль генерал-губернатора Нової Зеландії Ананда Сатьянанда у створенні Конвенції, а також якість національної стратегії країни в галузі інвалідності, йому була вручена відзнака World Disability Award 2008 року.
Станом на 2015 рік, вперше в своїй історії Комітет з прав людей з інвалідністю розпочав розслідування щодо держави-підписанта за порушення своїх конвенційних зобов'язань. Воно було ініційоване за статтею 6 Факультативного протоколу, яка передбачає, що розслідування має бути проведене, щойно Комітет отримає «достовірну інформацію, яка свідчить про серйозне та систематичне порушення» прав людей-інвалідів.
Україна підписала Конвенцію 13 грудня 2006, ратифікувала 16 грудня 2009, договір набрав чинності для України 6 березня 2010 року.

## Огляд
Конвенція слідує традиції цивільного права. У преамбулі цитується принцип, що «усі права людини є універсальними, неподільними, взаємозалежними та взаємопов'язаними» Віденської декларації та програми дій, а далі йдуть 50 статей. На відміну від багатьох пактів і конвенцій ООН, вона формально не розділена на частини.
Стаття 1 визначає, що мета Конвенції:
полягає в заохоченні, захисті й забезпеченні повного й рівного здійснення всіма особами з інвалідністю всіх прав людини й основоположних свобод, а також у заохоченні поважання притаманного їм достоїнства
Статті 2 та 3 містять визначення та загальні принципи, такі як спілкування, включаючи шрифт Брайля, жестову мову, просту мову (Plain language) та невербальну комунікацію, розумне пристосування та універсальний дизайн.
Статті 4–32 визначають права інвалідів та обов'язки держав-учасниць щодо них. Багато з цих прав дзеркально підтверджені в інших конвенціях ООН, таких як Міжнародний пакт про громадянські та політичні права, Міжнародний пакт про економічні, соціальні та культурні права або Конвенція проти катувань, але з певними особливостями, які забезпечують їх повну реалізацію інвалідами.
Права, характерні для цієї Конвенції, включають права на доступність, включаючи інформаційні технології, права на самостійний спосіб життя й залучення до місцевої спільноти (стаття 19), на особисту мобільність (стаття 20), абілітацію та реабілітацію (стаття 26) та на участь у політичному та суспільному житті, культурному житті, відпочинку та спорті (статті 29 та 30).
Крім того, сторони Конвенції повинні підвищувати обізнаність щодо прав людей з обмеженими можливостями (стаття 8) та забезпечити доступність до доріг, будівель та інформації (стаття 9).
Статті 33–39 регулюють звітність та моніторинг Конвенції національними правозахисними установами (стаття 33) та Комітетом з прав осіб з інвалідністю (стаття 34).
Статті 40–50 регулюють ратифікацію, набрання чинності та внесення змін до Конвенції. Стаття 49 також вимагає, щоб Конвенція була наявна в доступних форматах.

## Основні положення

### Керівні принципи Конвенції
Є вісім керівних принципів, які лежать в основі Конвенції:
1. Повага до притаманної гідності, індивідуальної самостійності, включаючи свободу власного вибору та незалежність людини
2. Недискримінація
3. Повна та ефективна участь та включення до суспільства
4. Повага до різноманіття та прийняття людей з обмеженими можливостями як частини людського різноманіття та гуманності
5. Рівність можливостей
6. Доступність
7. Рівність між чоловіками та жінками
8. Повага до розвитку можливостей дітей-інвалідів та повага до права дітей-інвалідів на збереження своєї ідентичності.

### Визначення інвалідності
Стаття 2 (Визначення) не включає поняття інвалідності. Конвенція приймає соціальну модель інвалідності, але не пропонує конкретного терміну. У преамбулі Конвенції пояснюється, що інвалідність:
...це поняття, яке еволюціонує, і що інвалідність є результатом взаємодії, яка відбувається між людьми, які мають порушення здоров'я, і ставленнєвими та середовищними бар'єрами і яка заважає їхній повній та ефективній участі в житті суспільства нарівні з іншими.
Стаття перша (Мета) додатково пропонує:
До осіб з інвалідністю належать особи зі стійкими фізичними, психічними, інтелектуальними або сенсорними порушеннями, які при взаємодії з різними бар'єрами можуть заважати їхній повній та ефективній участі в житті суспільства нарівні з іншими.
Однак використання терміна «належать» не слід тлумачити як виключення тих, хто має короткострокові або коливальні розлади.

### Принцип «розумного пристосування»
У статті 2 Конвенція визначає «розумне пристосування» як «внесення, коли це потрібно в конкретному випадку, необхідних і підхожих модифікацій і коректив, що не становлять непропорційного чи невиправданого тягаря, для цілей забезпечення реалізації або здійснення особами з інвалідністю нарівні з іншими всіх прав людини й основоположних свобод» і вимагає дотримання цього для всіх аспектів життя, включаючи інклюзивну освіту.

### Запобігання дискримінації
Стаття 8 Конвенції наголошує на підвищенні рівня обізнаності щодо сприяння повазі до прав та гідності інвалідів супроти дискримінації:
1. Підвищувати освіченість усього суспільства, зокрема на рівні сім'ї, у питаннях інвалідності й зміцнювати повагу до прав і достоїнства осіб з інвалідністю.
2. Вести боротьбу зі стереотипами, забобонами та шкідливими звичаями стосовно осіб з інвалідністю, зокрема на ґрунті статевої належності й віку, в усіх сферах життя.
3. Розгортати та вести ефективні суспільно-просвітні кампанії, покликані: (i) виховувати сприйняття прав осіб з інвалідністю; (ii) заохочувати позитивні уявлення про осіб з інвалідністю і глибше розуміння їх суспільством; (iii) сприяти визнанню навичок, достоїнств і здібностей осіб з інвалідністю, а також їхнього внеску на робочому місці та на ринку праці.
4. Виховувати на всіх рівнях системи освіти, зокрема в усіх дітей починаючи з раннього віку, шанобливого ставлення до прав осіб з інвалідністю.
5. Спонукати всі органи масової інформації до такого зображення осіб з інвалідністю, яке узгоджується з метою цієї Конвенції.
6. Просувати виховно-ознайомчі програми, присвячені особам з інвалідністю та їхнім правам.

### Доступність
Конвенція підкреслює, що люди з обмеженими можливостями повинні мати можливість самостійно жити та повноцінно брати участь у всіх аспектах життя. З цією метою держави-учасниці повинні вжити відповідних заходів для забезпечення доступу людей з обмеженими фізичними можливостями до фізичного середовища, транспорту, інформаційних та комунікаційних технологій та до інших об'єктів та послуг, що відкриті для громадськості. Доступність можна об'єднати в три основні групи: 1. фізична доступність; 2. доступність послуг; 3. доступність для спілкування та отримання інформації.

### Небезпечні та надзвичайні ситуації
Стаття 11 Конвенції стверджує, що держави-учасниці вживають у відповідності зі своїми зобов'язаннями відповідно до міжнародного права, включаючи міжнародне гуманітарне право та міжнародне право прав людини, усіх необхідних заходів для забезпечення захисту та безпеки людей з обмеженими можливостями в ситуаціях збройних конфліктів, гуманітарних надзвичайних ситуаціях та в разі виникнення стихійних лих.

### Рівність перед законом та правоздатність
Стаття 12 Конвенції підтверджує рівність перед законом та рівну правоздатність осіб з обмеженими можливостями нарівні з іншими людьми.
Держави-учасниці:
1. визнають, що люди з обмеженими можливостями користуються правоздатністю нарівні з іншими у всіх сферах життя.
2. вживають відповідних заходів для забезпечення доступу людей з обмеженими можливостями до допомоги, яка може знадобитися при здійсненні їх правоздатності.
3. забезпечують, щоб заходи, пов'язані з реалізацією правоздатності, орієнтувалися на повагу до прав, волі та переваг особи, були вільні від конфлікту інтересів і недоречного впливу, були співрозмірними обставинам цієї особи й пристосовані до них, застосовувалися протягом якомога меншого строку й регулярно перевірялися компетентним, незалежним та безстороннім органом чи судовою інстанцією. Ці гарантії повинні бути пропорційними мірі, якою такі заходи зачіпають права та інтереси цієї особи.

### Доступ до правосуддя
Стаття 13 Конвенції підтверджує ефективний доступ до правосуддя для осіб з інвалідністю, зазначаючи, що:
1. Держави-учасниці забезпечують особам з інвалідністю нарівні з іншими ефективний доступ до правосуддя, зокрема передбачаючи процесуальні та відповідні вікові корективи, які полегшують виконання ними своєї ефективної ролі прямих і опосередкованих учасників, у тому числі свідків, на всіх стадіях юридичного процесу, зокрема на стадії розслідування та інших стадіях попереднього провадження.
2. Щоб сприяти забезпеченню особам з інвалідністю ефективного доступу до правосуддя, держави-учасниці сприяють належному навчанню осіб, які працюють у сфері здійснення правосуддя, зокрема в поліції та пенітенціарній системі. Ця стаття разом зі статтею 12 цитується у «Довіднику щодо ув'язнених з особливими потребами»[11] Управління ООН з наркотиків та злочинності.

### Право на освіту
Конвенція зазначає, що особам з обмеженими можливостями має бути гарантоване право на інклюзивну освіту на всіх рівнях, незалежно від віку, без дискримінації та на основі рівних можливостей.
Держави-учасниці повинні забезпечити, щоб:
1. діти-інваліди не виключалися із безкоштовної та обов'язкової початкової чи середньої освіти;
2. дорослі з обмеженими можливостями мали доступ до загальної вищої освіти, професійної підготовки, навчання дорослих та навчання протягом усього життя;
3. інваліди отримували необхідну підтримку в системі загальної освіти для сприяння їх ефективному навчанню; і
4. вживалися ефективні індивідуалізовані заходи підтримки для максимізації академічного та соціального розвитку.

Держави-учасниці повинні вжити відповідних заходів, таких як:
1. сприяння засвоєнню абетки Брайля, альтернативних шрифтів, підсилювальних та альтернативних методів, способів і форматів спілкування, а також навичок орієнтації та мобільності та сприяння підтримці з боку однолітків і наставництву;
2. сприяння засвоєнню жестової мови та заохоченню мовної самобутності глухих;
3. забезпечення того, щоб освіта людей, особливо дітей, сліпих та/або глухих, здійснювалась найбільш підходящими мовами та засобами спілкування для особи; і
4. працевлаштування вчителів, у тому числі вчителів з обмеженими можливостями, які мають кваліфікацію з жестової мови та/або шрифта Брайля, використання допоміжних та альтернативних способів і форматів спілкування, а також навчальних методик і матеріалів для надання підтримки особам з інвалідністю.

### Право на здоров'я
У статті 25 визначено, що «особи з інвалідністю мають право на найбільш досяжний рівень здоров'я без дискримінації за ознакою інвалідності».

### Захист особистої цілісності
У статті 17 зазначено, що кожна людина з обмеженими можливостями має право на повагу до своєї фізичної та психічної цілісності нарівні з іншими.

### Повага до дому та сім'ї
Стаття 23 забороняє примусову стерилізацію інвалідів та гарантує їх право на усиновлення дітей.

### Абілітація та реабілітація
Стаття 26 Конвенції вимагає, щоб держави вживали «ефективних і належних заходів для того, щоб надати особам з інвалідністю можливість для досягнення й збереження максимальної незалежності, повних фізичних, розумових, соціальних та професійних здібностей і повного включення й залучення до всіх аспектів життя. Із цією метою держави-учасниці організовують, зміцнюють та розширюють комплексні абілітаційні та реабілітаційні послуги й програми, особливо у сфері охорони здоров'я, зайнятості, освіти й соціального обслуговування, таким чином, щоб ці послуги та програми: a) починали реалізуватися якомога раніше й ґрунтувалися на багатопрофільній оцінці потреб і сильних сторін індивіда;
b) сприяли залученню та включенню до місцевої спільноти й до всіх аспектів життя суспільства, мали добровільний характер і були доступними для осіб з інвалідністю якомога ближче до місць їхнього безпосереднього проживання, зокрема в сільських районах.
Держави-учасниці та заохочують розвиток початкового й подальшого навчання спеціалістів і персоналу, які працюють у сфері абілітаційних і реабілітаційних послуг; заохочують наявність, знання та використання допоміжних пристроїв і технологій, що стосуються абілітації й реабілітації та призначені для осіб з інвалідністю».

### Права участі
Конвенція про права людей з інвалідністю визнала, що «інвалідність є результатом взаємодії, яка відбувається між людьми, які мають порушення здоров'я, і бар'єрами в середовищі і ставленні, які перешкоджають їхній повній та ефективній участі в житті суспільства нарівні з іншими», і що «особи з інвалідністю продовжують натрапляти на бар'єри на шляху їхньої участі в житті суспільства як повноправних членів».
Конвенція робить участь осіб з обмеженими фізичними можливостями одним із її принципів, зазначаючи «Принципами цієї Конвенції є: …повне й ефективне залучення та включення до суспільства», також закріплюючи право людей з обмеженими можливостями на повну та рівноправну участь у громаді, освіті, усіх аспектах життя (в контексті абілітації та реабілітації), політичному та суспільному житті, культурному житті, дозвіллі та спорті.
Держави-учасниці повинні вживати відповідних заходів, таких як:
1. Щоб надати особам з інвалідністю можливість розвивати й використовувати свій творчий, художній та інтелектуальний потенціал не тільки для власного блага, а й для збагачення всього суспільства.
2. Щоб закони про захист прав інтелектуальної власності не ставали невиправданим чи дискримінаційним бар'єром для доступу осіб з інвалідністю до творів культури.
3. Таким чином, щоб люди з обмеженими можливостями мали право нарівні з іншими на визнання й підтримку їхньої особливої культурної та мовної самобутності, зокрема жестових мов і культури глухих[en].

### Робота та зайнятість
Стаття 27 вимагає, щоб держави-учасниці визнавали право інвалідів працювати на рівних засадах з іншими; це включає право на можливість заробляти собі на життя працею, вільно обраною або прийнятою на ринку праці та робочому середовищі, відкритому, інклюзивному та доступному для людей з обмеженими можливостями. Держави-учасниці забезпечуватимуть та сприятимуть реалізації права на працю, в тому числі для осіб, які набувають інвалідності під час роботи, вживаючи відповідних заходів, зокрема:
 a) заборону дискримінації за ознакою інвалідності стосовно всіх питань, які стосуються всіх форм зайнятості, зокрема умов прийому на роботу, наймання та зайнятості, збереження роботи, просування по службі та безпечних і здорових умов праці;
 b) захист прав осіб з інвалідністю нарівні з іншими на справедливі й сприятливі умови праці, зокрема рівні можливості та рівну винагороду за працю рівної цінності, безпечні та здорові умови праці, зокрема захист від домагань, та задоволення скарг;
 c) забезпечення того, щоб особи з інвалідністю могли здійснювати свої трудові й профспілкові права нарівні з іншими;
 d) надання особам з інвалідністю можливості для ефективного доступу до загальних програм технічної та професійної орієнтації, служб працевлаштування та професійного й безперервного навчання;
 e) розширення на ринку праці можливостей для працевлаштування осіб з інвалідністю та просування їх по службі, а також надання допомоги в пошуку, отриманні, збереженні та відновленні роботи;
 f) розширення можливостей для індивідуальної трудової діяльності, підприємництва, розвитку кооперативів і організації власної справи;
 i) забезпечення особам з інвалідністю розумного пристосування робочого місця;
 j) заохочення набуття особами з інвалідністю досвіду роботи в умовах відкритого ринку праці;
 k) заохочення програм професійної та кваліфікаційної реабілітації, збереження робочих місць і повернення на роботу для осіб з інвалідністю.
Держави-учасниці забезпечують, щоб люди з обмеженими можливостями не трималися в рабстві або в підневільній службі, а також були захищені нарівні з іншими особами від примусової чи обов'язкової праці.

### Достатній життєвий рівень та соціальний захист
Стаття 28 вимагає, щоб держави-учасниці визнавали право інвалідів на достатній життєвий рівень для себе та своїх сімей, включаючи належне харчування, одяг та житло, та на постійне поліпшення умов життя, і вживати належних заходів для забезпечення та заохочення реалізації цього права без дискримінації за ознакою інвалідності.
Держави-учасниці визнають право інвалідів на соціальний захист та на користування цими правами без дискримінації за ознакою інвалідності, і вживають відповідних заходів для захисту та сприяння реалізації прав, включаючи заходи:
 a) із забезпечення особам з інвалідністю рівного доступу до отримання чистої води та із забезпечення доступу до належних і недорогих послуг, пристроїв та іншої допомоги для задоволення потреб, пов'язаних з інвалідністю;
 b) із забезпечення особам з інвалідністю, зокрема жінкам, дівчатам і людям похилого віку з інвалідністю, доступу до програм соціального захисту й програм скорочення масштабів бідності;
 c) із забезпечення особам з інвалідністю та їхнім сім'ям, що живуть в умовах бідності, доступу до допомоги з боку держави з метою покриття витрат, пов'язаних з інвалідністю, зокрема належного навчання, консультування, фінансової допомоги та тимчасового патронажного догляду;
 d) із забезпечення особам з інвалідністю доступу до програм державного житла;
 e) із забезпечення особам з інвалідністю доступу до пенсійних допомоги та програм.

### Політичні права

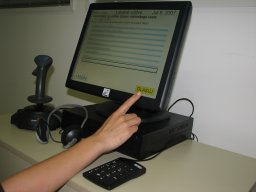
ISG TopVoter — машина, спеціально розроблена для використання виборцями з обмеженими можливостями

Стаття 29 вимагає, щоб усі Договірні Держави захищали право людей з обмеженими можливостями здійснювати волевиявлення шляхом таємного голосування на виборах та громадських референдумах. Згідно з цим положенням, кожна Договірна Сторона повинна забезпечувати обладнання для голосування, яке б дало можливість виборцям з обмеженими можливостями голосувати незалежно та таємно. Деякі демократії, наприклад, США, Японія, Нідерланди, Словенія, Албанія чи Індія, дозволяють виборцям-інвалідам користуватися електронними машинами для голосування або електронними довідниками, які допомагають таким виборцям заповнити бюлетень. В інших країнах, серед яких Азербайджан, Косово, Канада, Гана, Велика Британія, більшість країн Африки та Азії, виборці із вадами зору можуть використовувати бюлетені, набрані шрифтом Брайля. Ще інші, наприклад, Чилі, використовують столи з регулюванням по висоті, щоб виборці на інвалідних візках могли підійти до них. Деякі демократії дозволяють іншій людині подавати бюлетені за сліпого або непрацездатного виборця. Однак такий спосіб не забезпечує таємності голосування.
Стаття 29 також вимагає, щоб Договірні Держави забезпечували, «щоб процедури, приміщення та матеріали для голосування були підхожими, доступними та легкими для розуміння й використання». У деяких демократіях, а саме, Швеції та США, усі місця для голосування вже обладнані для виборців з обмеженими можливостями.

## Застереження
Низка Сторін зробили застереження та заяви щодо застосування ними Конвенції.
Австралія не вважає себе зобов'язаною припиняти примусове лікування тих, хто визнаний психічно хворими, коли це вважається крайнім заходом.
Сальвадор приймає Конвенцію в тій мірі, в якій вона сумісна з його конституцією.
Франція не вважає Конвенцію юридично обов'язковою.
Японія заявляє, що пункт 4 статті 23 Конвенції тлумачиться нею таким чином, що він не застосовується до випадку, коли дитина відокремлена від своїх батьків у результаті депортації відповідно до свого імміграційного права.
Мальта тлумачить право на здоров'я у статті 25 Конвенції як таке, що не передбачає жодного права на аборт. Вона також залишає за собою право продовжувати застосовувати власні закони про вибори щодо доступності та допомоги при волевиявленні.
Маврикій не вважає себе зобов'язаним статтею 11 до вжиття всіх необхідних заходів для захисту осіб, які страждають на інвалідність під час стихійних лих, збройних конфліктів чи гуманітарних надзвичайних ситуацій, якщо це не передбачено вітчизняним законодавством.
Нідерланди тлумачать право на життя у статті 10 у рамках свого внутрішнього законодавства. Вони також трактують статтю 25 (f), яка забороняє дискримінаційну відмову в охороні здоров'я як таку, що дозволяє людині відмовитись від медичного лікування, включаючи їжу або рідини.
Польща тлумачить статті 23 та 25 як такі, що не надають жодного права на аборт.
Сполучене Королівство має застереження щодо права на освіту, імміграцію, служби в збройних силах та в аспекті права соціального забезпечення.

## Факультативний протокол

держави-учасниці Факультативного протоколу
держави, що підписали, але не ратифікували
держави, що не підписали

Факультативний протокол до Конвенції про права людей з інвалідністю є додатковою угодою до Конвенції, що дозволяє її Сторонам визнати компетенцію Комітету з прав людей з інвалідністю стосовно розгляду скарг окремих осіб. Цей текст ґрунтується на Факультативному протоколі до Конвенції про ліквідацію всіх форм дискримінації щодо жінок.
Факультативний протокол набрав чинності разом з Конвенцією 3 травня 2008 року. Станом на липень 2020 у нього 94 підписанти та 97 сторін.

## Комітет з прав осіб з інвалідністю

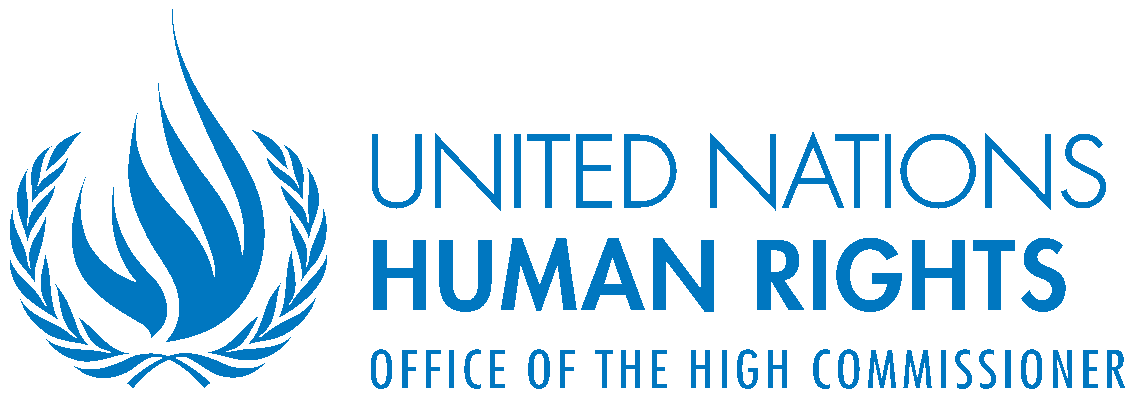
Логотип УВКПЛ ООН, який підтримує договірні органи щодо осіб з обмеженими можливостями, жінок, расової дискримінації, дітей та ін.

Комітет з прав осіб з інвалідністю є організацією експертів з прав людини, на який покладається нагляд за виконанням Конвенції. Це один із десяти договірних органів, підтримуваних Управлінням Верховного комісара ООН з прав людини в Женеві. Спочатку він складався з 12 незалежних експертів з прав людини, половина з яких обиралася на дворічний термін, а половина — на чотири роки. Тепер члени обираються на чотири роки, при цьому половина членів обирається кожні два роки. Оскільки Конвенція досягла 80 ратифікацій, Комітет було розширено до 18 членів у 2011 році.

## Критика та підводні камені
Конвенція та Комітет отримали широку підтримку з боку державних та неурядових організацій, проте й деяку критику. Зокрема, в Сполучених Штатах відомі сенатори-республіканці стверджують, що Конвенція розмиває суверенітет. І навпаки, кілька дослідників критичних проблем інвалідності стверджували, що Конвенція навряд чи сприятиме саме тим змінам, що необхідні для подолання нерівності інвалідів.